# 거러버 임레
거러버 임레(헝가리어: Garaba Imre, 페슈트 주 바츠 ~)는 헝가리의 전직 축구 선수이자 감독이다.

## 경력
그는 1980년에 헝가리 국가대표팀 신고식을 치렀고, 1991년까지 총 82번의 경기에 출전해 3골을 넣었다. 그는 1982년과 1986년에 두 차례 월드컵에 참가했지만, 헝가리는 두 대회 모두 조별 리그의 벽을 넘지 못하고 탈락했다. 임레는 투지와 열정적인 임전 태도로 부다페스트 혼베드 지지자들의 큰 인기를 얻었고, 수비수임에도 불구하고, 혼베드와 헝가리 국가대표팀에서 수 차례 중요한 골을 기록했다. 그는 부다페스트 혼베드의 1980년, 1984년, 1985년, 그리고 1986년 헝가리 리그 우승 주역이었다. 그는 이후 프랑스의 렌과 벨기에의 샤를루아에서도 활약했고, 이후 자국의 부더페슈티로 돌아와 은퇴했는데, 이 곳에서 감독일도 시작했다. 그는 더 이상 헝가리 축구계에서 활약하지 않지만, 여전히 혼베드 지지자들 사이에 선망받는 존재이다.